# Kat Green
Kat Green, właściwie Kathryn Greenblatt – amerykańska aktorka, scenarzystka i kompozytorka. Znana jest głównie z roli Alicii Masters w filmie Fantastyczna Czwórka.

## Biografia
Kat Green po raz pierwszy próbowała sił w aktorstwie w 1988 roku, lecz w 1994 roku zaprzestała. Mimo to jednak pracowała jako autorka muzyki, scenarzystka i producentka dla różnych filmów i seriali.
Była kompozytorką i producentką serialu CBS Schoolbreak Special, w którym również dwukrotnie wystąpiła gościnnie. Pomogła w komponowaniu muzyki do pięciu odcinków serialu Amerykański smok Jake Long i filmu Pucked, w którym grała.
Skomponowała również ścieżki dźwiękowe do takich filmów jak Łapcie tę dziewczynę, Cała ona i Chuck & Buck.

## Filmografia
| Rok         | Tytuł                                                         | Rola                   | Uwagi             |
| ----------- | ------------------------------------------------------------- | ---------------------- | ----------------- |
| 1988 i 1993 | CBS Schoolbreak Special                                       | Klientka, Blanche      | 2 odcinki         |
| 1993        | Pogoń za prawdą                                               | Mary Ann Emerson       | Film telewizyjny  |
| 1994        | Hits!                                                         | Extra Terrestrial      |                   |
| 1994        | Fantastyczna Czwórka                                          | Alicia Masters         | Film niewydany    |
| 2013        | Nearlyweds                                                    | Producentka wykonawcza | Hallmark Channel  |
| 2014        | Doomed: The Untold Story of Roger Corman's The Fantastic Four | Ona sama               | Film dokumentalny |